# Rekavice, Banjaluka
Rekavice so naselje v mestu Banjaluka, Bosna in Hercegovina. 

## Deli naselja
Aćimovići, Babići, Balabani, Blagojevići, Brđanska Mala, Ćekići, Damjanovići, Donje Ducipolje, Dragićevići, Duceni, Đukanovići, Gornje Ducipolje, Grbići, Grmaši, Grujići, Jagodići, Jankovići, Kasipovići, Kneževići, Kojadinovići, Koprene, Makivići, Maksimovići, Malčići, Maleševići, Malići, Marići, Mihailovići, Mišići, Potočka Mala, Prnjavor, Račići, Radakovići, Radići, Rekavice, Rujišta, Savići, Sedići, Sladojevići, Štrkići, Vukojevići, Vukovići in Zagorci.    

## Prebivalstvo
| Pregled števila prebivalcev po letih | Pregled števila prebivalcev po letih | Pregled števila prebivalcev po letih | Pregled števila prebivalcev po letih | Pregled števila prebivalcev po letih | Pregled števila prebivalcev po letih |
| ------------------------------------ | ------------------------------------ | ------------------------------------ | ------------------------------------ | ------------------------------------ | ------------------------------------ |
| 1948                                 | 1953                                 | 1961                                 | 1971                                 | 1981                                 | 1991                                 |
| -                                    | -                                    | -                                    | 3.686                                | 3.115                                | 2.679                                |

| Narodna sestava prebivalstva po letih                                                                                            | Narodna sestava prebivalstva po letih                                                                                              | Narodna sestava prebivalstva po letih                                                                                              |
| --- | --- | --- |
| 1971 | 1981 | 1991 |
| . skupaj: 3.686 Srbi 3.503 (95,03 %) Hrvati 175 (4,74 %) Muslimani 0 (0,00 %) Jugoslovani 1 (0,02 %) drugi in neznano 7 (0,18 %) | . skupaj: 3.115 Srbi 2.839 (91,13 %) Hrvati 116 (3,72 %) Muslimani 6 (0,19 %) Jugoslovani 77 (2,47 %) drugi in neznano 77 (2,47 %) | . skupaj: 2.679 Srbi 2.487 (92,83 %) Hrvati 128 (4,77 %) Muslimani 1 (0,03 %) Jugoslovani 49 (1,82 %) drugi in neznano 14 (0,52 %) |